# Reinhard Seehafer
Reinhard Seehafer (6 de septiembre de 1958) es un director de orquesta alemán, pianista, compositor de música clásica contemporánea y el fundador y Director Artístico del Festival Altmark Festspiele en Sajonia-Anhalt.

## Biografía
A la edad de 5 años, Reinhard Seehafer recibió sus primeras lecciones de piano. Además, compuso pequeñas piezas de piano, música de cámara y canciones. Como joven músico, fue ganador del premio en el Concurso de Piano y Competencia de Improvisación Beethoven en Weimar (Alemania). En 1975, el director musical Rolf Reuter reconoció el talento del joven pianista y compositor, y le enseñó en su clase de la Academia de Música y Drama "Felix Mendelssohn Bartholdy" de Leipzig junto a Georg Christoph Biller (Thomaskantor de 1992 a 2015), y Claus Peter Flor. De 1976 a 1982, Reinhard Seehafer estudió con Rolf Reuter y Kurt Masur, y posteriormente con Otmar Suitner y Leonard Bernstein.
En 1982 causó sensación con la Madama Butterfly de Giacomo Puccini en la Ópera Cómica de Berlín, e inmediatamente se involucró allí.
Trabajo con directores y coreógrafos como Harry Kupfer, Joachim Herz y Tom Schilling. En 1989 se convierte en el director principal y artístico de la casa de ópera de Görlitz
En 1991, junto con el director de la ópera Görlitz, Wolf-Dieter Ludwig (nacido en 1928 en Legnica y fallecido en Sanary-sur-Mer en 2007), Reinhard Seehafer fue cofundador del proyecto transcultural EUROPERA, donde fue director de orquesta hasta 1998. El mismo año fundó la Europa Philharmonie, donde es el principal director hasta la fecha. Además, Reinhard Seehafer ha actuado con la Orquesta Estatal Sajona de Dresde en la Ópera Semper, con la Orquesta de la Gewandhaus de Leipzig en la Ópera de Leipzig, Orquesta Estatal de Weimar, el Teatro Nacional Alemán, Filarmónica de Dresde, Orquesta Filarmónica Arthur Rubinstein de Lodz, Borusan Istanbul Philharmonic Orchestra, Orquesta Nacional del Teatro Bolshoi en Minsk, Orquesta Sinfónica Nacional de Bogotá, Konzerthausorchester Berlin, Belgrade Philarmonic Orchestra, Orquesta Sinfónica de Jerusalén, Orquesta Sinfónica de Roma, Amazonas Filarmónica, Orquesta dell'Arena di Verona, Orquesta Sinfónica Siciliana, Orquesta Filarmónica de Sofía, Philharmonia Moments Musicaux Taipei, Hermitage Orchestra St . Petersburg, Orquesta Sinfónica del Estado de México, así como en China, Emiratos Árabes Unidos, Estados Unidos y Japón.
En su trabajo de composición, Reinhard Seehafer se ha dedicado a varios géneros y estilos. Además de música de cámara y ópera, las grandes obras sinfónicas ocupan un lugar central en sus actividades como compositor. En 2007, Reinhard Seehafer creó una nueva versión reconstruida de la primera ópera de Alemania, "Dafne", que se perdió durante los Guerra de Treinta Años, sobre la base del libreto original de Martin Opitz y la música de Heinrich Schütz.
Reinhard Seehafer tiene cuatro hijos, 2 hijas, de su primer matrimonio con la arpista Cornelia Smaczny, y vive con su segunda esposa, cantante y presidente de la Sociedad "Europa Philharmonie", Carmen Seehafer, que es diez años menor que él, junto con su hijo e hija.

## Composiciones
- Trío para piano, violín y violonchelo Seis Variaciones sobre un tema des trouveres (1999)
- Parable (2002)
- Dado Wüste hat zwölf Ding (2002)
- Concierto para Chelo y Orquesta (2003)
- Sinfonía Nr.1 (2003)
- Ópera "Boda en el Elba“ (2004)
- Sinfonietta Dauna (2005)
- Amadeus-Fantasía (2005)
- Tierra de Encantamiento (2006)
- Dafne, Versión reconstruida de la primera ópera de Alemania por Heinrich Schütz y Martin Opitz(2007)
- BachTrium (2007)
- Mondviole Poema para Viola, Barítono y Orquesta (2007)
- Dejando Saturno (2008)
- Esther, Arreglo de la Ópera Bíblica de Joseph Messner (2008)
- Ludus quadruplus Anuncio honorem Henning Kagermann Concierto para 2 pianos a 8 manos y Orquesta (2009)
- Concierto para Violín, Tuba y Orquesta (2009)
- El Planeta Crucificado Oratorio (2010)
- Quinteto de piano (2011)